# Faurilles
 Faurilles  (en occitano Faurilhas) es una población y comuna francesa, situada en la región de Aquitania, departamento de Dordoña, en el distrito de Bergerac y cantón de Issigeac.

## Demografía
| 78 | 77 | 65 | 60 | 62 | 63 |
| Para los censos de 1962 a 1999 la población legal corresponde a la población sin duplicidades (Fuente: INSEE [Consultar]) |    |    |    |    |    |